# 1874 Kacivelia
1874 Kacivelia este un asteroid din centura principală, descoperit pe 5 septembrie 1924 de Serghei Beliavski.